# Ivo Severijns
Ivo Severijns (Waalwijk, 12 december 1963) is een Nederlands bassist. 
Hij speelde in diverse Nederlandse bands, waaronder Back to Basic en Powerplay. Hij speelde ook met Rick DeVito, Bertus Borgers en, vanaf 1990, in de Wild Romance, de band rondom Herman Brood. Vervolgens was Severijns lange tijd bassist bij Kane om daarna weer toe te treden tot Powerplay. Inmiddels is hij al ruim 10 jaar actief als bassist bij Waylon. Naast deze activiteiten is Severijns als docent werkzaam aan het conservatorium in Amsterdam, Rockcity Institute en aan de Herman Brood Academie in Utrecht.